# Michael John Trotta
Michael John Trotta (nacido en 1978 en Point Pleasant, Nueva Jersey) es un compositor y director de orquesta estadounidense. Ha dirigido en el Carnegie Hall en varias ocasiones desde 2014.   

## Biografía
Trotta estudió música coral y dirección de orquesta en la Universidad de Rowan, en Nueva Jersey, donde se graduó en Educación Musical. Tras 10 años dedicado a la enseñanza a tiempo completo en centros escolares públicos, Trotta estudió un máster en Composición y Dirección Coral.  Posteriormente se doctoró en Dirección Coral en la Universidad Estatal de Luisiana, donde estudió con Kenneth Fulton y donde también conoció a su futura esposa, Rachel. El matrimonio tiene una hija, Gabriella.
En 2015, Trotta se mudó a Nueva York para trabajar como compositor independiente a tiempo completo.  Desde entonces ha recibido varios encargos,  entre ellos la obra para coro y orquesta Seven Last Words basada en las Siete Palabras de Cristo, la obra For a Breath of Ecstasy  y Gloria,  cuyo estreno dirigió personalmente en el Carnegie Hall. 
En 2019 fue nombrado "Compositor y Director Distinguido" por parte de MidAmerica Productions con el objetivo de “fomentar la creación, interpretación y desarrollo de su música en América y Europa". 

## Grabaciones
- Totus Tuus (2015)
- In the Bleak Midwinter (2016)
- Seven Last Words (2017)
- For a Breath of Ecstasy
- Gloria
- Magnificat
- O Nata Lux
- Requiem

## Obras principales
- Seven Last Words (Septem Verbum Ultima)

- Light Shines in the Darkness

1. Do Not Stand at My Grave and Weep (Mary Elizabeth Frye).
2. I Seek A Faith (Vachel Lindsay).
3. The Lord is My Shepherd (El Señor es mi pastor, Salmo 23).
4. A Light Shines in the Darkness (Una luz brilla en la oscuridad, Rabindranath Tagore).
5. Death Shall Be No More (John Donne).
6. I Saw a New Heaven (Vi un cielo nuevo, Apocalipsis).
7. Even Death Itself (Virgilio).
8. Deep Peace (bendición tradicional celta).

- For a Breath of Ecstasy (textos de Sara Teasdale).

- Gloria
- Magnificat
- Requiem